# ماسة الجمال
ماسة الجمال (3 أغسطس 1998 -)، ممثلة سورية.

## عنها
بدأت التمثيل بسن السادسة عندما شاركت بمسلسل ليالي الصالحية، إلا أن شهرتها كانت في مسلسل باب الحارة بشخصية هدية حفيدة أبو عاصم خلال السبع أجزاء الأولى منه.

## أعمالها
- ليالي الصالحية.
- باب الحارة.
- حمام شامي.